# Lartigue-Einschienenbahn

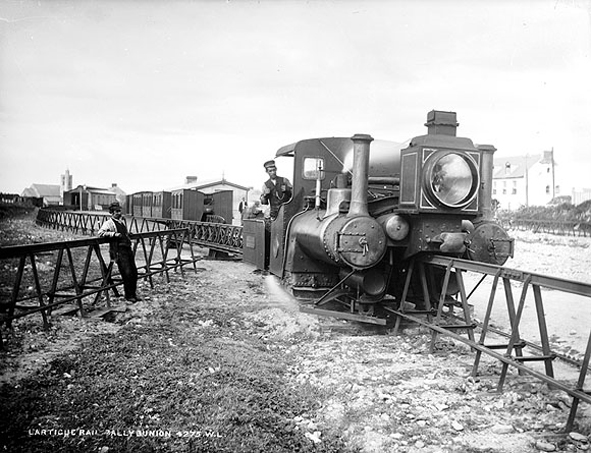
Ca. 1890 in Ballybunion, Kerry, Irland

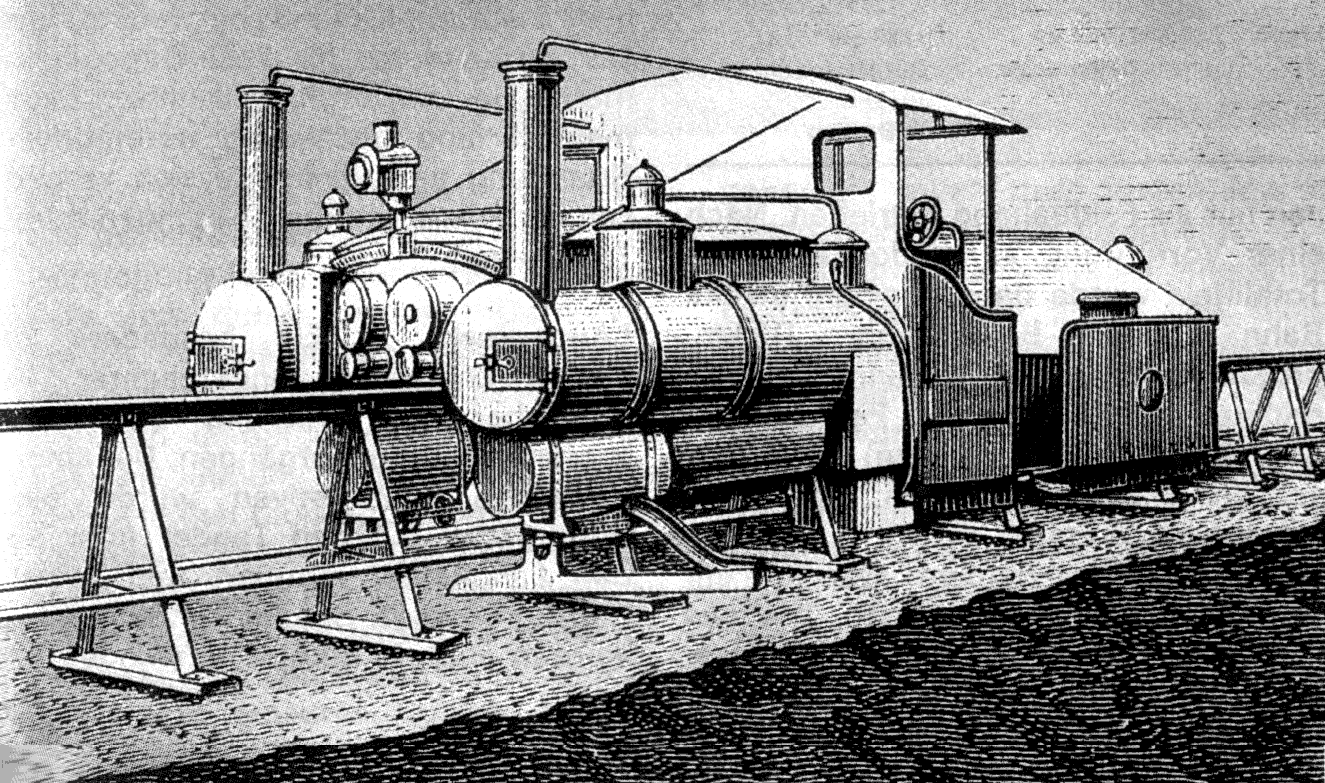
Lartigue-Lokomotive

Die Lartigue-Einschienenbahn war eine von dem französischen Ingenieur Charles Lartigue um 1875 entwickelte, frühe Einschienenbahn.

## Das Prinzip
Lartigue soll seinerzeit aus der Beobachtung von lasttragenden Kamelen auf die Idee gekommen sein, eine Bahn mit dem gleichen Lasttransport-Prinzip zu entwerfen. Das Einschienen-Prinzip mit hängenden Lasten hatte speziell in unebenem und unbefestigtem Gelände Vorteile gegenüber dem Zweischienen-Prinzip.
Die Wagen hatten Behälter, die beiderseits von Fahrgestellen befestigt waren, deren Räder auf einer einzelnen Schiene liefen. Die Schiene war auf fortlaufend hintereinander angeordneten A-förmigen Stützen gelagert. An den Stützen befanden sich zusätzliche seitliche Führungsschienen.
Die Dampflokomotive dieser Bahn hatte beiderseits der auf der Schiene laufenden drei Treibräder je einen Dampfkessel mit eigenem Schornstein. Die zwei Dampfzylinder des Antriebs befanden sich zwischen den Kesseln und den Treibrädern. An der Entwicklung der Lokomotive war auch der bekannte Dampflokomotivkonstrukteur Anatole Mallet beteiligt.

## Geschichte

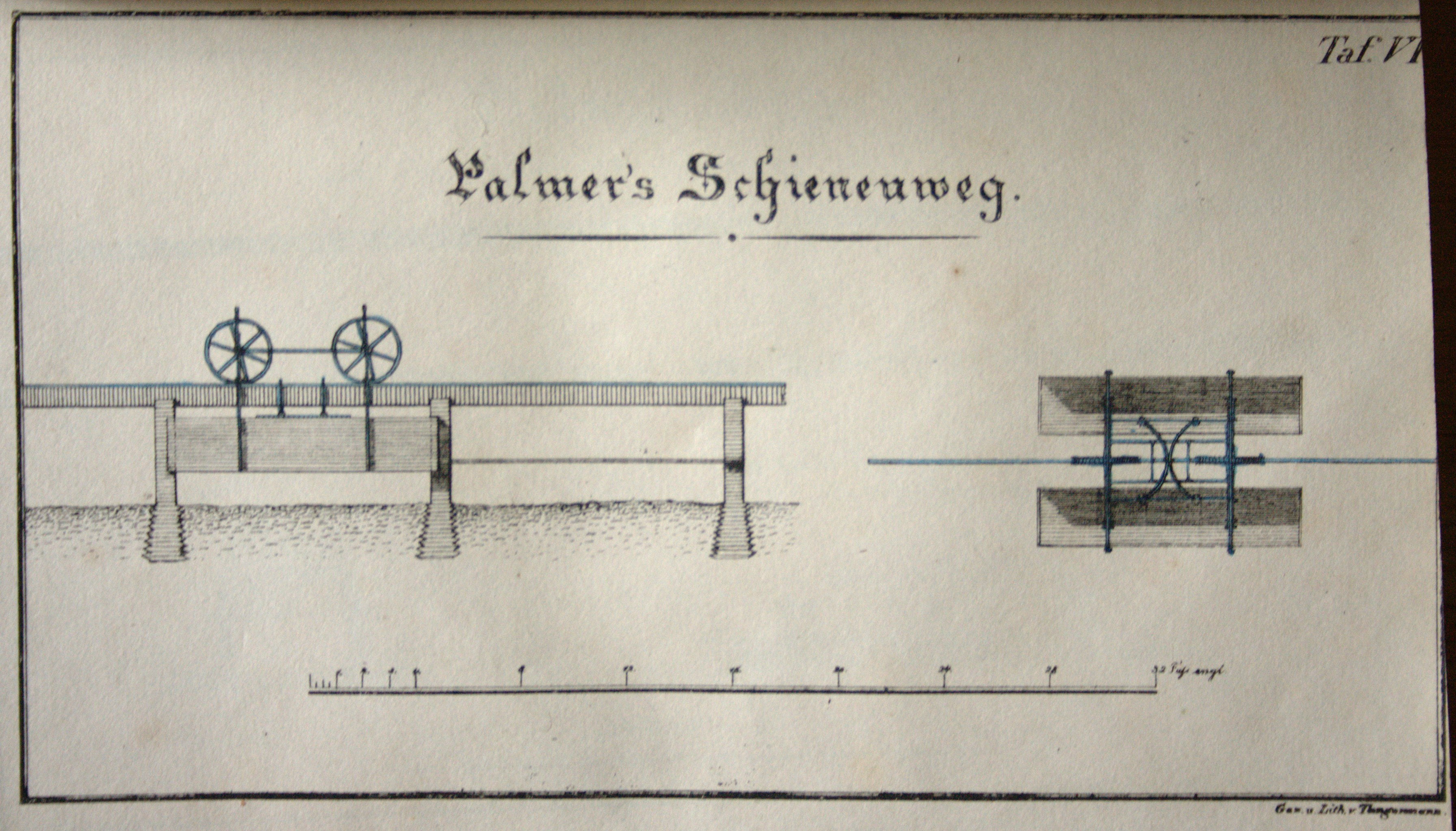
Entwurf einer Einschienenbahn von 1833

Eine erste Bahn nach diesem Prinzip baute Lartigue in Algerien über eine Strecke von etwa 42 km zum Transport von Espartogras durch die Wüste von Oran nach Damesne.

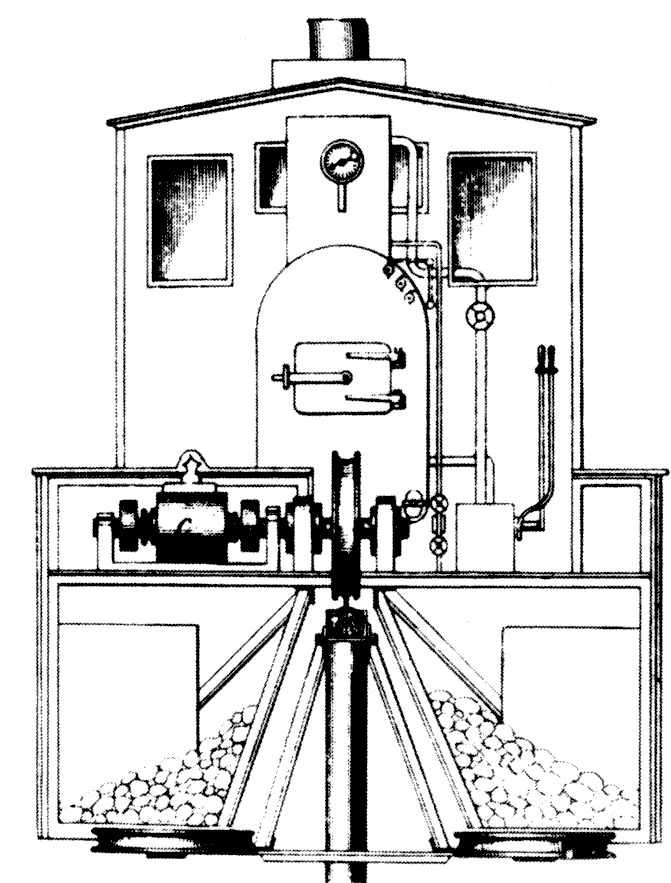
Lartigue-Eisenbahn, Schnittbild

1886 baute Lartigue in der Hoffnung auf Lizenznehmer für seine Patente einen Streckenabschnitt seiner Bahn auf einer Ausstellung in London auf. Da zur gleichen Zeit ein Antrag der Bevölkerung in der irischen Grafschaft Kerry für eine Eisenbahnlinie zwischen Listowel und Ballybunion vorlag, soll sich daraus die Entscheidung für den Bau der Bahn nach Lartigues Idee ergeben haben. Die Listowel and Ballybunion Railway wurde am 1. März 1888 eröffnet und hatte eine Streckenlänge von zehn Meilen (etwa 16 Kilometer). Die Schienenanlage hatte Weichen und auch eine Drehscheibe für die Umkehr der Lokomotive. Die Listowel and Ballybunion Railway war 36 Jahre in Betrieb, bis sie 1924 wegen der erheblichen Schäden aus dem irischen Bürgerkrieg (1921–1923) und aus wirtschaftlichen Überlegungen geschlossen wurde.
In Frankreich wurde 1895 eine Lartigue-Bahn für den Personenverkehr zwischen Feurs und Panissières gebaut. Die gedeckten Wagen dieser Einschienenbahn hatten auf dem Dach weitere offene und freistehende Sitzplätze, zu denen eine Treppe an der Stirnseite hinaufführte. Später wurden Drahtkäfige auf dem Dach der Fahrzeuge zum Schutz der Passagiere installiert. Es kam aufgrund von Finanzierungsschwierigkeiten und insbesondere von technischen Problemen zu keiner Betriebsaufnahme. Die Betriebsgesellschaft wurde am 10. April 1899 liquidiert. Die Gesamtheit des rollenden Materials und der Trasse wurde an einen Lyoner Schrotthändler für 53.000 Francs verkauft.
Eine der letzten auf dem Lartigue-Prinzip basierenden Bahnen war die 1924 für die Sierra Salt Corporation gebaute Minenbahn für den Magnesium-Abbau in Kalifornien. Die Fracht wurde von den Crystal Hills zur Verladestation Trona befördert. Die Linie führte über das raue Gelände des Salinas-Tales. Die Bahn bewährte sich zwei Jahre lang, bis der Magnesium-Abbau auf modernere Methoden umgestellt wurde.
In den Ostpyrenäen wurde eine Erzbahn der Ria-Minen nach diesem Prinzip errichtet, die nach Vorschlag von Werner von Siemens elektrisch angetrieben wurde. In Guatemala und Peru wurden Probestrecken gebaut. In Russland gab es Versuche mit einer Pferdebahn. Planungen, eine Lartigue-Bahn in Paris zu bauen, wurden nicht ausgeführt.

## Gegenwart

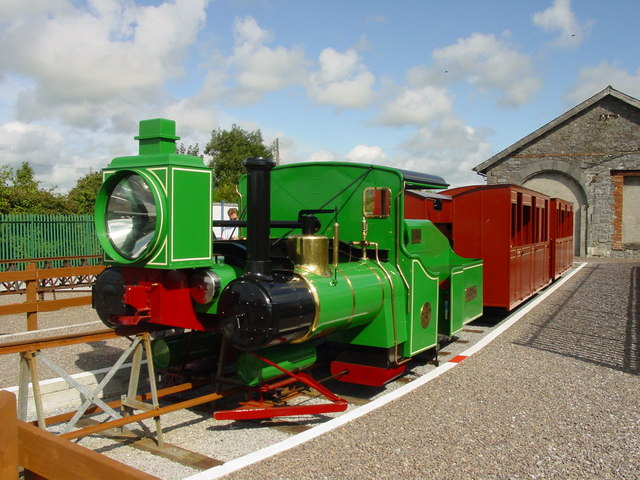
Die Lartigue-Einschienenbahn in Listowel

2000 wurde in Listowel mit dem Neuaufbau einer kurzen Strecke der Listowel and Ballybunion Railway nach alten Vorlagen begonnen. Seit 2003 ist die Strecke in Betrieb, die Nachbildung der seinerzeitigen Dampflokomotive wird dabei von einem Dieselmotor im Gehäuse des Tenders angetrieben. Das Gelände umfasst auch ein Museum und einen Park mit Relikten der historischen Listowel and  Ballybunion Railway.